# Opel 15/24 PS
Der Opel 15/24 PS war ein PKW der Oberklasse, den die Adam Opel KG nur im Jahre 1909 als Nachfolger des Modells 20/22 PS baute.

## Geschichte und Technik
Nach dem Auslaufen des 20/22 PS im Jahre 1906 legte Opel zwei Jahre lang kein Fahrzeug dieser Größenklasse mehr auf, auch wenn es in dieser Zeit andere Luxusfahrzeuge der Marke gab. Erst 1909 fand der 20/22 PS im 15/24 PS einen entsprechenden Nachfolger.
Der Motor war ein aus zwei Blöcken zusammengesetzter Vierzylinder-Blockmotor mit 3770 cm³ Hubraum (Bohrung × Hub = 100 mm × 120 mm), der 24 PS (17,6 kW) bei 2500/min. leistete. Der seitengesteuerte Motor war wassergekühlt, der Kühlmittelumlauf wurde durch eine Zentrifugalpumpe sichergestellt. Die Motorleistung wurde über eine Lederkonuskupplung, ein manuelles Vierganggetriebe und eine Kardanwelle an die Hinterachse weitergeleitet.
Der Rahmen war aus Stahlblech-U-Profilen zusammengesetzt. Die beiden Starrachsen waren an halbelliptischen Längsblattfedern aufgehängt. Die Betriebsbremse war als Innenbackenbremse ausgeführt, die auf die Getriebeausgangswelle wirkte. Die Handbremse wirkte auf die Trommeln an den Hinterrädern.
Verfügbar war der 15/24 PS als zweisitziger Phaeton, viersitziger Doppelphaeton, viertürige Limousine und ebensolches Landaulet. Mit dem billigsten Aufbau (Phaeton) kostete er 10.000 RM.
Der 15/24 PS wurde bis Ende 1909 gebaut. 1910 kam der größere Nachfolger 16/35 PS.